# Reine weiße Nacht
Reine weiße Nacht (japanisch 純白の夜, Junpaku no Yoru) ist die erste Novelle des japanischen Schriftstellers Yukio Mishima, die am 20. Dezember 1950 bei Chūōkōron Shinsha veröffentlicht wurde.
Nachdem Mishima durch Bekenntnisse einer Maske und Liebesdurst im jungen Alter von nur 24 Jahren weltweite Berühmtheit erlangte, fasste er den Plan vor seinem nächsten großen Projekt eine Auszeit zu nehmen. In dieser Zeit schrieb er mit Reine weiße Nacht eine kleinere Geschichte. Parallel arbeitete er auch an seiner zweiten Novelle Blaue Ära (auch 1950), ehe 1953 der hochantizipierte Nachfolgeroman Verbotene Farben erscheinen sollte.
Die Erzählung handelt von Ikuko und Kusunoki, zwei eigentlich verheirateten Menschen, die miteinander eine Affäre beginnen. Als sich Ikuko trotz Aufforderung ihres Geliebten nicht final von ihrer Ehe lösen möchte, verlässt dieser empört den Raum. Ikuko vergiftet sich in ihrer Leere selbst und ruft in ihren letzten Momenten ihren Ehemann an.
Mishima betonte in Interviews mehrfach, dass es ihm für seine erste Novelle wichtig war, keine allzu komplexe Handlung zu erzählen, sondern den Fokus auf die Psychologie und Wirkung von Seitensprüngen zu senden, sowie die Ambivalenz von Liebe, die – obgleich ein chemischer Prozess – oft sogar von den Liebenden selbst gar nicht richtig verstanden und artikuliert werden kann. Ebenso greift er die im damaligen Japan beliebte Zwangsheirat auf.
Obwohl Mishima initial nicht angetan war, die Novelle zu verfilmen, verkaufte er 1951 die Rechte an dem Werk an Ohba. Dieser verfilmte Reine weiße Nacht unter demselben Titel.

## Handlung

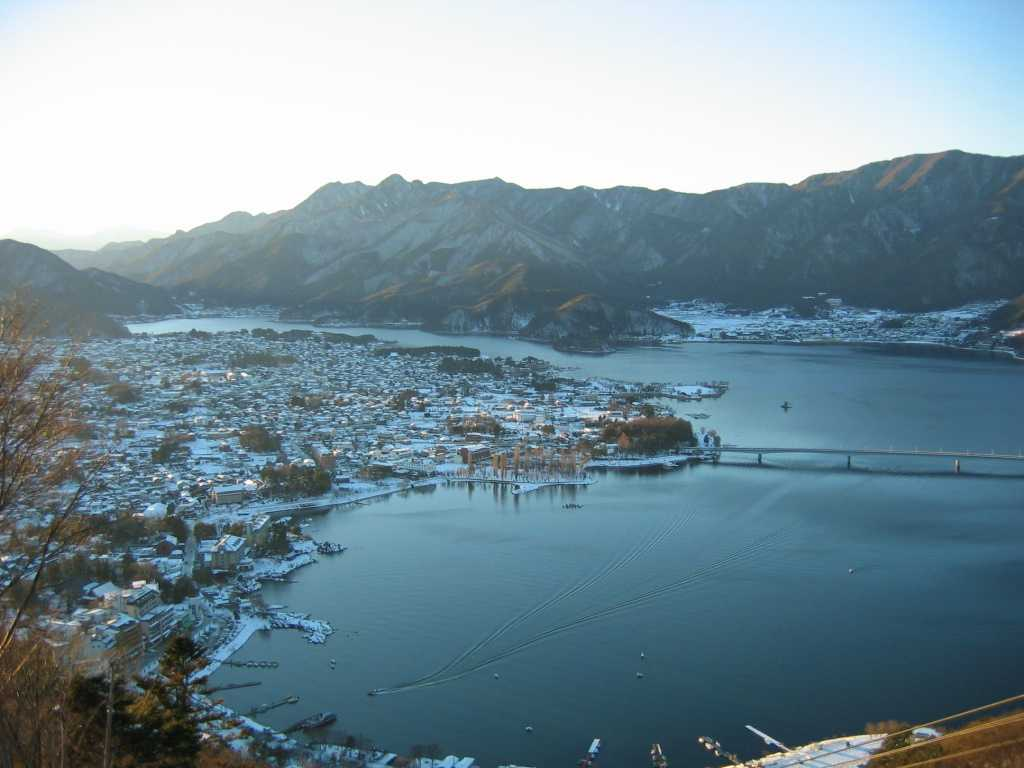
Am Kawaguchi-See glaubt Ikuko, Gefühle für Kusunoki entwickelt zu haben.

Herbst 1948: Die 22-jährige Protagonistin Ikuko, ihr 35-jähriger Ehemann Tsunehiko und dessen Arbeitskollege Sawada kehren von einer Teeparty in der St. Galerie zurück, auf der sie sich Zeichnungen von Eugène Delacroix angesehen haben. In der St. Galerie lebt seit der Generation von Tsunehikos Vater ein Galerist, der mit der Familie Muramatsu verwandt ist. Auch häufig dort anwesend ist Tsunehikos Freund aus Universitätszeiten Kusunoki, der diesem ausverkaufte, teure Gemälde für einen Freundschaftspreis verkauft.
Kusunoki reist am nächsten Abend zur Familie Muramatsu nach Shibuya, um ihnen die erworbenen Zeichnungen Delacroixs anzubieten. Da Tsunehiko sich von seiner Arbeit verspätet, holt Ikuko stattdessen Kusunoki vom verregneten Bahnhof ab. Während des kurzen Spaziergangs flirtet Kusunoki mit der Gattin seines Freundes und als beide am nächsten Abend auf einem spontan veranstalteten Tanzball des Barons Kusanoi jeweils keinen Partner vorweisen, wählt Kusunoki sie als seinen Tanzpartner. Während des Tanzes presst sich Kusunoki immer mehr an Ikuko und steckt ihr einen Brief in ihre Handtasche. Zuhause angekommen liest Ikuko den Brief und sieht, dass Kusunoki ihr seine Liebe gesteht. Sie freut sich sichtlich, entscheidet sich aber den Brief ihrem Mann zu zeigen, der belustigt seine Augen verdreht. Einen Monat später lädt Kusunoki mehrere reiche Familien – darunter der Muramatsu-Ehepaar – zu einer Bootstour am Kawaguchi-See ein. Dort nähert er sich Ikuko erneut an.
Sawada, ein ewiger Junggeselle, arbeitete in der Zwischenzeit als Butler der Familie Muramatsu, nachdem sein Vater aufgrund einer Ausweisungsverfügung der japanischen Regierung sein Haus verkaufen musste. Er überzeugt das Ehepaar, Kusunoki in seinem Haus in Azabu zu besuchen, um dessen schwerkranke Ehefrau Yurako aufzuheitern. Am selben Abend küssen sich Ikuko und Kusunoki.
Tsunehiko ruft Kusunoki entsetzt zur Bank, kündigt ihm an die Kreditvergabe an sein Unternehmen in Zukunft einzustellen und überreicht ihm einen Abschiedsbrief von Ikuko. Kusunoki liest den Brief, in dem zu seinem Entsetzen steht, Ikuko habe während der Geschäftsreise ihres Mannes mit Sawada geschlafen. Kusunoki ruft Ikuko verärgert an und die beiden vereinbaren ein Treffen am Bahnhof, um Missverständnisse aus dem Weg zu räumen. Die beiden küssen sich erneut und verbringen die Nacht in einem Ryokan. Kusunoki fordert Ikuko auf, ihrem Ehemann von ihrer Liebe zu erzählen und die Familie aufzulösen. Sie bejaht dies, als aber die Hauszofe anruft und sich erkundigt, wo sie ist, belügt sie sie und behauptet, ihre Verwandten in Kamakura besucht zu haben. Kusunoki ist verletzt davon wie gebunden sich seine Geliebte noch an ihren Ehemann fühlt und verlässt schweigsam das Ryokan.
Als er am nächsten Morgen zurück in das Gasthaus kommt, findet er Polizisten und den weinenden Tsunehiko vor. Ikuko liegt leblos auf dem Boden, nachdem sie sich durch Kaliumcyanid selbst getötet hat. Während ihrer letzten Stunden in Schmerzen rief sie ihren Ehemann um 3 Uhr Nachts an und sagte: „Ich liebe Kusunoki und trotzdem hat er mich verlassen. Ich bin allein... ich habe Angst. Ich weiß nicht, was ich tun soll... Nein ich liebe Kusunoki nicht mehr. Bitte komm mich abholen. Ich bin mir sicher, du wirst mich abholen.“

## Wichtigste Figuren
- Ikuko Muramatsu – eine 23-jährige Tochter eines Bänkers und geborene Kishida. Mit 15 Jahren wurde sie an Tsunehiko in einer arrangierten Ehe verheiratet. Obwohl sie eine natürliche Schönheit ist, wird ihr natureller Charme durch ihr stark aufgetragenes Make-Up geschmälert. Sie hat zwei jüngere Schwestern.
- Kusunoki – Tsunehikos Freund aus Jugendzeiten und somit in etwa 36 Jahre alt. Das von ihm geführte Kunstharzunternehmen unterhält eine Geschäftsbeziehung mit Tsunehikos Bank, ehe dieser aus Wut vor Kusunokis Avancen gegenüber Ikuko den Kredit kündigt. Zusammen mit seiner Ehefrau Yasuko lebt er in einer westlichen Villa in Azabu, er verfügt aber auch über eine Villa am Kawaguchi-See.
- Tsunehiko Muramatsu – Ikukos Ehemann, 36 Jahre alt und Bänker. Sein Vater Norihiko war Handelsminister im Kriegskabinett, ist aber im Krieg gefallen. Zusammen mit seiner Ehefrau Ikuko lebt er in Shibuya und arbeitet als Kreditmanager der Nihonbashi-Filiale der Kidisha Bank.
- Sawada – Ein Arbeitskollege von Tsunehiko und „ewiger Junggeselle“. Er hat fachkundiges Interesse an Radios und Uhren, schöpft sein Talent aber nie aus. Sein Vater war Beamter, hat aber aufgrund einer staatlich angeordneten Ausweisungsverfügung seine Stelle verloren. Dadurch ist er gezwungen, im Haus der Familie Muramatsu als Butler zu arbeiten. Laut dem vermeintlichen Brief von Ikuko an Kusunoki, hat er mit ihr geschlafen. Es wird bis zum Ende aber nicht klar, ob dies stimmt oder von Tsunehiko erlogen wurde.

## Hintergrund

### Schreibprozess und Inspiration
Mishima schrieb Reine weiße Nacht als Entspannung, um nach seinen beiden Romanen eine Auszeit nehmen zu können. Für die Novelle sei es ihm deshalb wichtig gewesen, keine großartig komplexe, verworrene Geschichte zu erzählen, sondern den Fokus auf die psychologischen Aspekte seiner Charaktere zu lenken. Unter anderem deshalb war er zunächst nicht angetan von der Idee, das Werk als Film umzusetzen:

„Es handelt sich (bei Reine weiße Nacht) um eine Erzählung, die sich eher auf die Psychologie hinter den Handlungen beschränkt, als abenteuerliche Szenarien zu spinnen. Deswegen bin ich skeptisch, wie die Geschichte als Film funktioniert. Denn Filme sind brillant im Erzählen spannender Geschichten, aber nicht in der Darstellung psychologischer Analysen.“

Parallel zu Reine weiße Nacht schrieb Mishima auch an seiner zweiten Novelle Blaue Ära. Diese erschien nur fünf Tage später, das heißt am 25. Dezember 1950.
Der Name der Protagonistin von Reine weiße Nacht ist Ikuko. Bekannte haben deshalb früh gemunkelt, der Name sei eine Anspielung auf Mishimas Jugendliebe Kuniko (Mitani), die trotz geplanter Verlobung im Jahr 1945 einen anderen Mann heiratete. Mishimas Liebeskummer war bereits Vorbild für seine Romane Diebe und Bekenntnisse einer Maske. Im Interview mit Tsuyoshi Muramatsu sagte Mishima: „Es gab mal eine Frau in meinen Leben, die einen ähnlichen Namen trägt“, elaborierte diese Antwort aber nicht weiter.

### Geplante Trikolore
Mishima hatte noch vor Fertigstellung seines Romans Liebesdurst die Namen seiner ersten beiden Novellen und das Thema seines nächsten Romans im Kopf. Er verfolgte damit den Plan eine Trikolore zu schaffen: Der Roman sollte Scharlachrotes Tier heißen (Rot), die erste Novelle Reine weiße Nacht (Weiß), die zweite Novelle Blaue Ära (Blau) und daraus ergibt sich die Farbe seines Nachfolgeromans Verbotene Farben, nämlich Lila.
Der Plan kam durch Intervention des Verlages nicht zustande. Der Buchtitel Scharlachrotes Tier wurde in Liebesdurst geändert. Ohne das rote Element war somit die Mischung von Lila nicht möglich. Mishima beließ die anderen Titel zwar, ärgerte sich jedoch über die Entscheidung des Verlegers.

### Veröffentlichung
Mishima schrieb, im Gegensatz zu den meisten seiner Werke, die Novelle nicht episodisch in einer Zeitschrift. Stattdessen wurde sie am 20. Dezember 1950 bei Chūōkōron Shinsha veröffentlicht.

## Erklärung des Titels

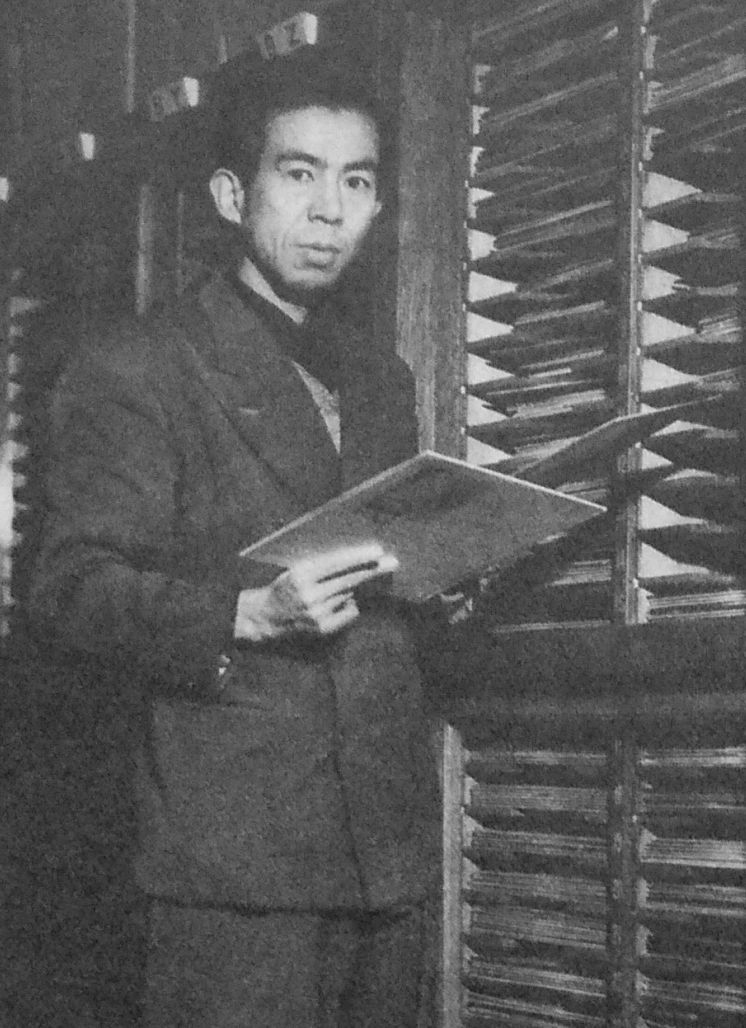
Professor Eiryo Nowon.

Der Titel ist eine Anlehnung an das französische La Nuit blanche, wodurch „die weiße Nacht“ auch als „schlaflose Nacht“ oder „Nacht, die nie endet“ übersetzt werden kann. Der romantische Aspekt der weißen Nacht und die Gewissensbisse, die eine schlaflose Nacht verursachen können, repräsentieren genau diesen Konflikt in der Protagonistin Ikuko.

## Rezeption und Analysen
Motohide Osakabe kommentierte, Reine weiße Nacht sei „nicht bloß ein reiner Unterhaltungsroman für Frauenzeitschriften“, sondern eine eigentlich „psychologische Auseinandersetzung mit der Quelle und Wirkung von Liebe auf Männer und Frauen.“ Gleichzeitig sei es eine Auseinandersetzung darüber, wie Menschen mit völlig unterschiedlichem Weltbild, nämlich „einer Kynikerin und einem Idealisten“, wechselwirken.
Der Professor Eiryo Nowon bezeichnete die Novelle als „eine Mischung aus Die Prinzessin von Clèves und Der Ball des Comte d’Orgel.“ Zwei seiner Lieblingsromane.
Mariko Koike staunte: „Egal wie gesegnet er vom Himmel wurde, es überrascht mich jedes Mal wie ein Mann im jungen Alter von nur 25 Jahren eine so detaillierten, vielschichtigen Liebesnovelle schreiben kann.“ Ikuko fühle sich „zu Kusunoki hingezogen, während sie gleichzeitig Ausreden dafür sucht, ihren treuen Ehemann nicht verraten zu müssen.“ Sie verglich in dem Zuge Mishima mit Honoré de Balzac.

## Adaptionen

### Filmadaption
Junpaku no Yoru wurde am 31. August 1951 unter Regie von Hideo Ohba als Film adaptiert. Verantwortliche Produktionsfirma war Shochiku Co., Ltd. Die Laufzeit beläuft sich auf 1 Stunde und 46 Minuten.
Yukio Mishima hat in dem Film eine Cameo als Tänzer auf dem Tanzball von Baron Kusanoi. Der spätere Politiker Shintarō Ishihara – damals noch Gymnasiast – war großer Bewunderer Mishimas Kunst, hat ihn aber bis dato noch nie gesehen. Als er den Film im Kino sah und die Tanzszene anffing meinte er angeblich „Oh, das ist also das Gesicht des Genies.“ Konträr dazu meinte Akiyuki Nosaka: „Ich hatte den Film lange Zeit, aber habe Mishima einfach nicht wiedererkannt. Erst Jahre später, als er mir davon erzählte, ging mir ein Licht auf und ich schaute den Film nochmal.“
Mishima war anfangs nicht besonders angetan davon, die Novelle zu verfilmen. Die eher introspektive Herangehensweise sei in seinen Augen nicht für einen Film gemacht. Dennoch gab er nach mehrfacher Nachfrage nach und verkaufte 1951 die Rechte an Ohba. Aufzeichnungen darüber, wie er den Film empfunden hat, existieren nicht mehr.

### TV-Drama
Am Mittwoch, den 26. Juli 1961, organisierte Asashi Broadcasting eine einstündige Theateraufführung von Reine weiße Nacht im Frauentheater Tokio. Für das Drehbuch zeichnete Giichi Fujimoto verantwortlich. Die Hauptrollen spielten unter anderem Masao Wakahara und Chiaki Tsukioka. Ausgestrahlt wurde die Aufführung auf TBS Tokio am 31. Juli desselben Jahres.